# 1880–1889
| 1870–1879 | 1880 | 1881 | 1882 | 1883 | 1884 | 1885 | 1886 | 1887 | 1888 | 1889 | 1890–1899 |

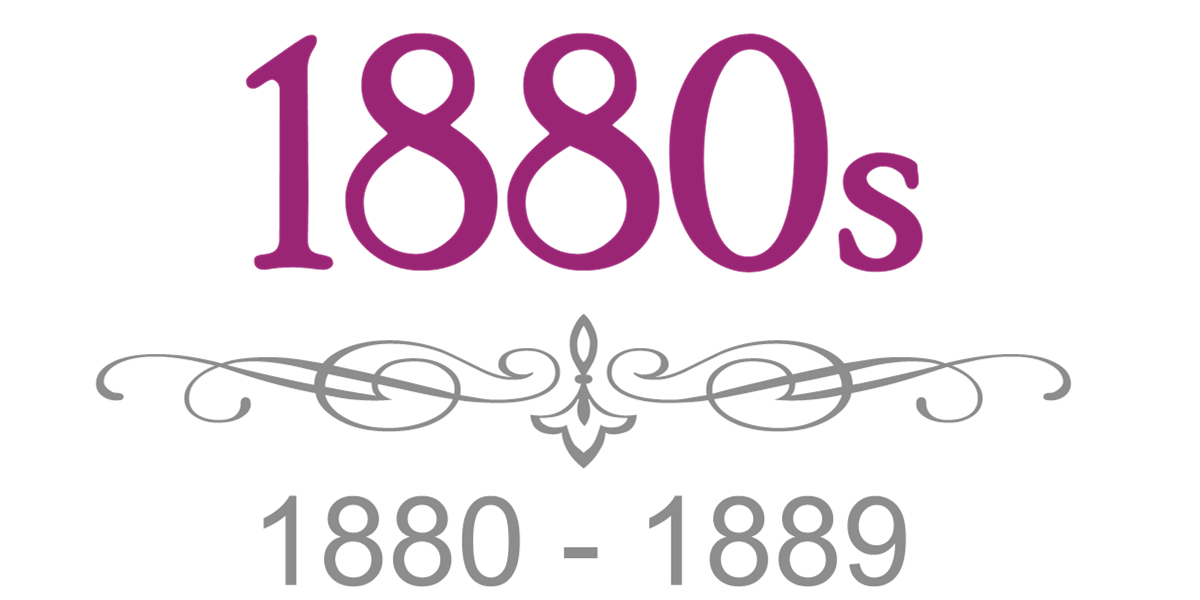

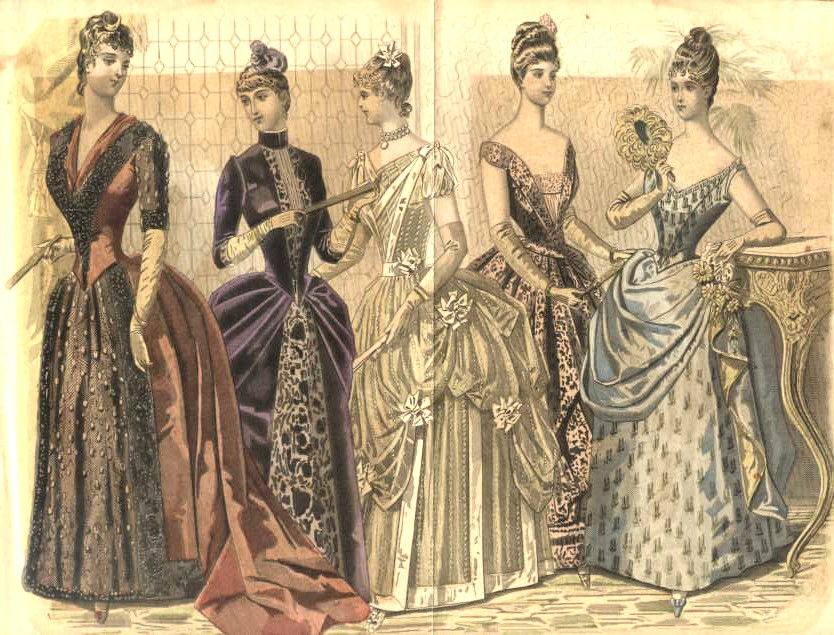
Dobová dámská móda

Období od 1. ledna 1880 do 31. prosince 1889 neboli osmdesátá léta 19. století je charakterizováno výrazným rozvojem vědy a techniky, koloniální expanzí západních velmocí, rostoucím důrazem na sociální otázku i sílícími modernistickými tendencemi v umění. Světová ekonomika se zotavila z krize následující po krachu na vídeňské burze 1873 a nastalo období prosperity. Narůstá produktivita průmyslu, budují se nové komunikace, roste počet obyvatelstva. Z přelidněné Evropy směřují proudy vystěhovalců na nová území, zejména v Severní Americe a Austrálii, probíhá také migrace z venkova do měst. V Německu zavádí kancléř Otto von Bismarck první celostátní systém sociálního zabezpečení. V Británii vrcholí viktoriánské období s důrazem na racionalismus a modernizaci.
Na českém území podle sčítání z roku 1880 žilo 8 222 013 obyvatel, z toho 62,7 % se hlásilo k české a 36,1 % k německé národnosti. Ve městech nad dva tisíce obyvatel žilo 37,5 % osob, největšími městy byla Praha (397 000), Brno (138 000) a Ostrava (71 000).

## Politika a společnost

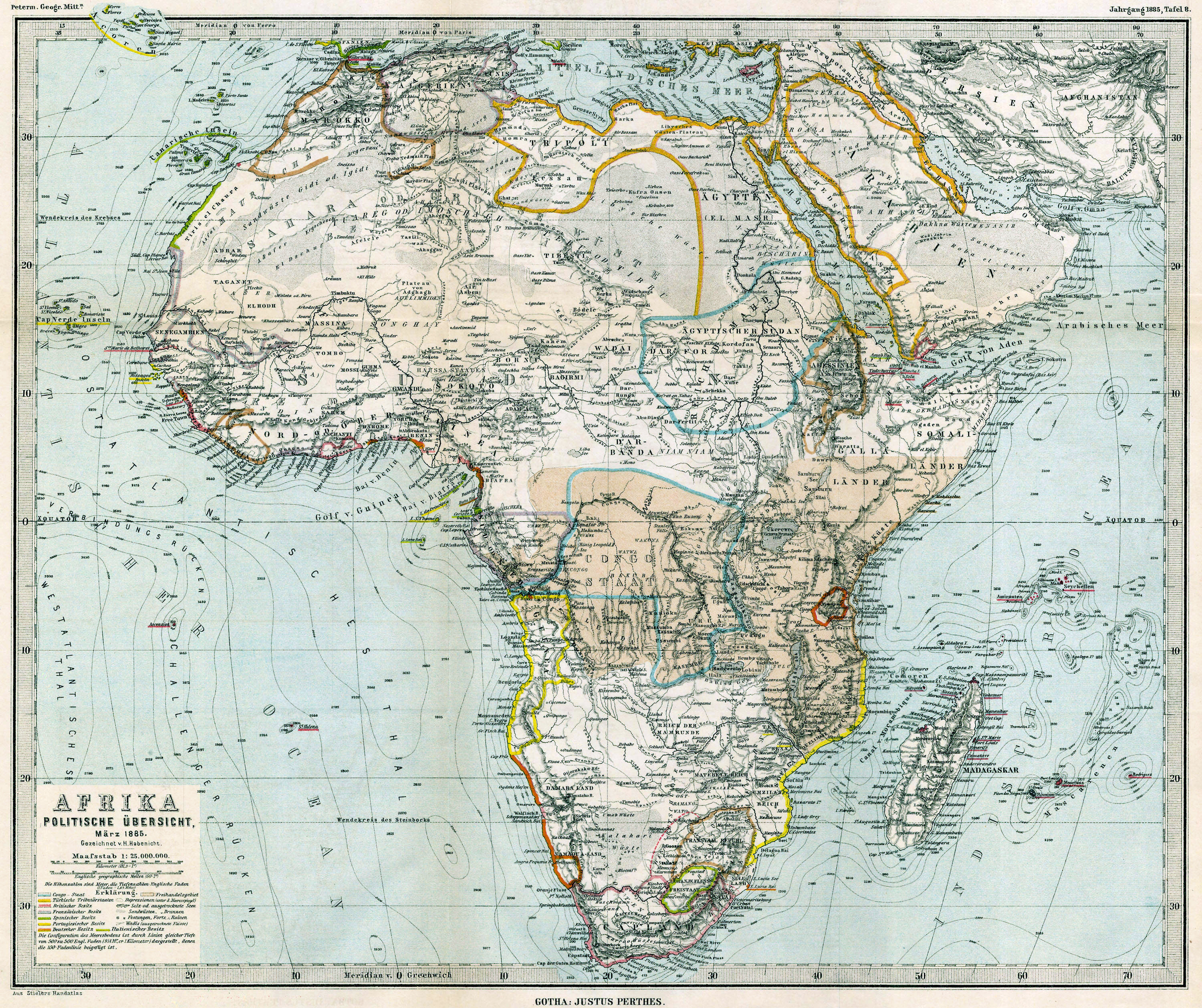
Politická mapa Afriky v roce 1885

- Začíná tzv. Závod o Afriku. Cestovatelé otevřeli cestu do vnitrozemí černého kontinentu a evropské státy se snaží zajistit si kontrolu nad přírodními zdroji. Roku 1884 byla svolána Berlínská konference, na níž se jednalo o rozdělení sfér vlivu.
- Roku 1882 vznikl Trojspolek, spojenectví Německa, Rakouska-Uherska a Itálie, o rok později byla podepsána rakousko-rumunská aliance.
- Roku 1885 připojilo Bulharsko Východní Rumélii, následovala krátká válka se Srbskem.
- V letech 1879–1884 proběhla druhá tichomořská válka, v níž Chile porazilo Peru a Bolívii a ovládlo oblast Atacama s ložisky ledku.
- Deodoro da Fonseca svrhl roku 1889 vojenským převratem brazilského císaře Pedra II., zanika tak poslední domácí monarchie na americkém kontinentu (státy Commonwealth Realm se nepočítají, protože jejich panovník sídlí jinde).
- V USA je završeno období rekonstrukce Jihu po občanské válce, po kapitulaci Geronima roku 1886 končí také indiánské války a vláda upevňuje kontrolu nad Divokým západem, v listopadu 1889 jsou do Unie přijaty nové státy Severní Dakota, Jižní Dakota, Montana a Washington.
- Na severozápadě Kanady povstali Métisové vedení Louisem Rielem.
- V letech 1880 až 1881 proběhla první búrská válka. V roce 1882 Britové dobyli Káhiru a zahájili okupaci Egypta, roku 1885 proti nim na jihu země vypuklo nábožensky motivované Mahdího povstání.
- Francouzi připojili ke svým državám Tunisko (1881), Madagaskar (1885) a Indočínu.
- Nové kolonie vznikaly také v Oceánii, Evropané ovládli Tahiti, Nové Hebridy, Samou a Šalomounovy ostrovy.
- V roce 1884 byla založena Fabiánská společnost, v roce 1889 Druhá internacionála.
- Francouzský ministr školství Jules Ferry provedl sekularizaci výuky.
- Papež Lev XIII. vydal encykliku Humanum Genus, reagující na rostoucí vliv protináboženských hnutí.
- Fenoménem doby se stal individuální teror, provozovaný anarchistickými, nacionalistickými a dalšími radikálními skupinami. Oběťmi atentátů se stali ruský car Alexandr II. Nikolajevič, americký prezident James A. Garfield nebo britský místodržitel v Irsku Lord Frederick Cavendish, z vražedného útoku vyvázli císař Vilém I. Pruský a královna Viktorie.
- V českých zemích je toto desetiletí charakterizováno rostoucím národnostním napětím, jehož projevem byla Chuchelská bitka v červnu 1881 a rozdělení pražské univerzity na českou a německou část o rok později, přijetí jazykových nařízení, která zrovnoprávnila češtinu v úředním styku, vedlo k pasivní rezistenci německých poslanců českého zemského sněmu. Rostl také počet dělnických stávek a demonstrací.

## Věda a technika

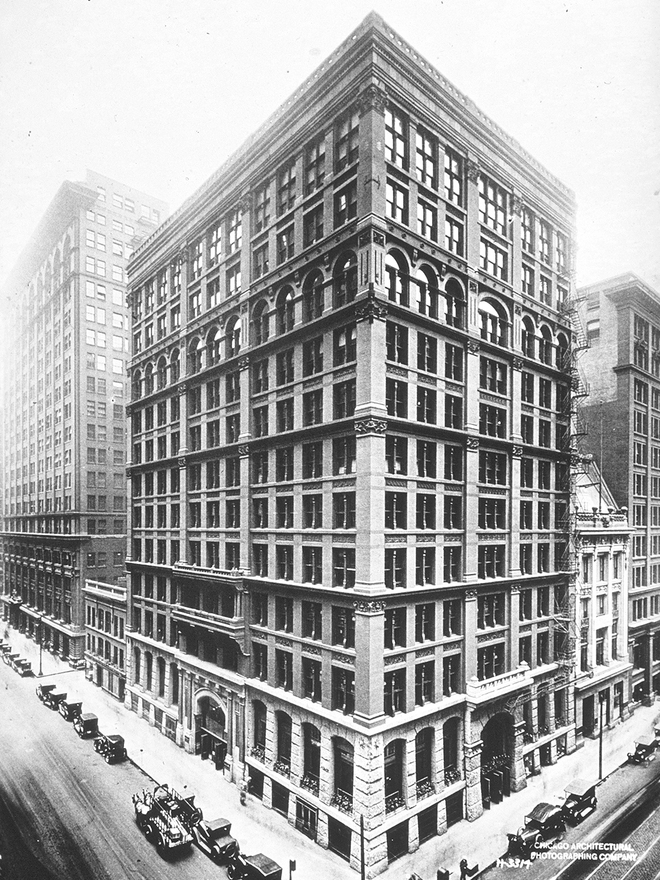
Home Insurance Building

- Thomas Alva Edison zakládá Edison Illuminating Company a v roce 1882 je v New Yorku uvedena do provozu první elektrárna na světě Pearl Street Station.
- Roku 1884 vzlétla ve Francii první řiditelná vojenská vzducholoď La France.
- Roku 1886 Karl Benz sestrojil Benz Patent Motorwagen číslo 1, první automobil se spalovacím motorem.
- Roku 1887 publikoval Heinrich Hertz objev fotoelektrického jevu.
- Robert Koch popsal bakterii Mycobacterium tuberculosis.
- Louis Pasteur zahájil roku 1885 očkování proti vzteklině a roku 1888 otevřel Pasteurův ústav.
- Zygmunt Wróblewski a Karol Olszewski zkapalnili kyslík, dusík a oxid uhličitý z atmosféry.
- Byl otevřen Home Insurance Building v Chicagu, první mrakodrap na světě.
- John Boyd Dunlop uvedl roku 1887 na trh první pneumatiku.
- Ottmar Mergenthaler vynalezl linotyp.

## Umění a humanitní vědy

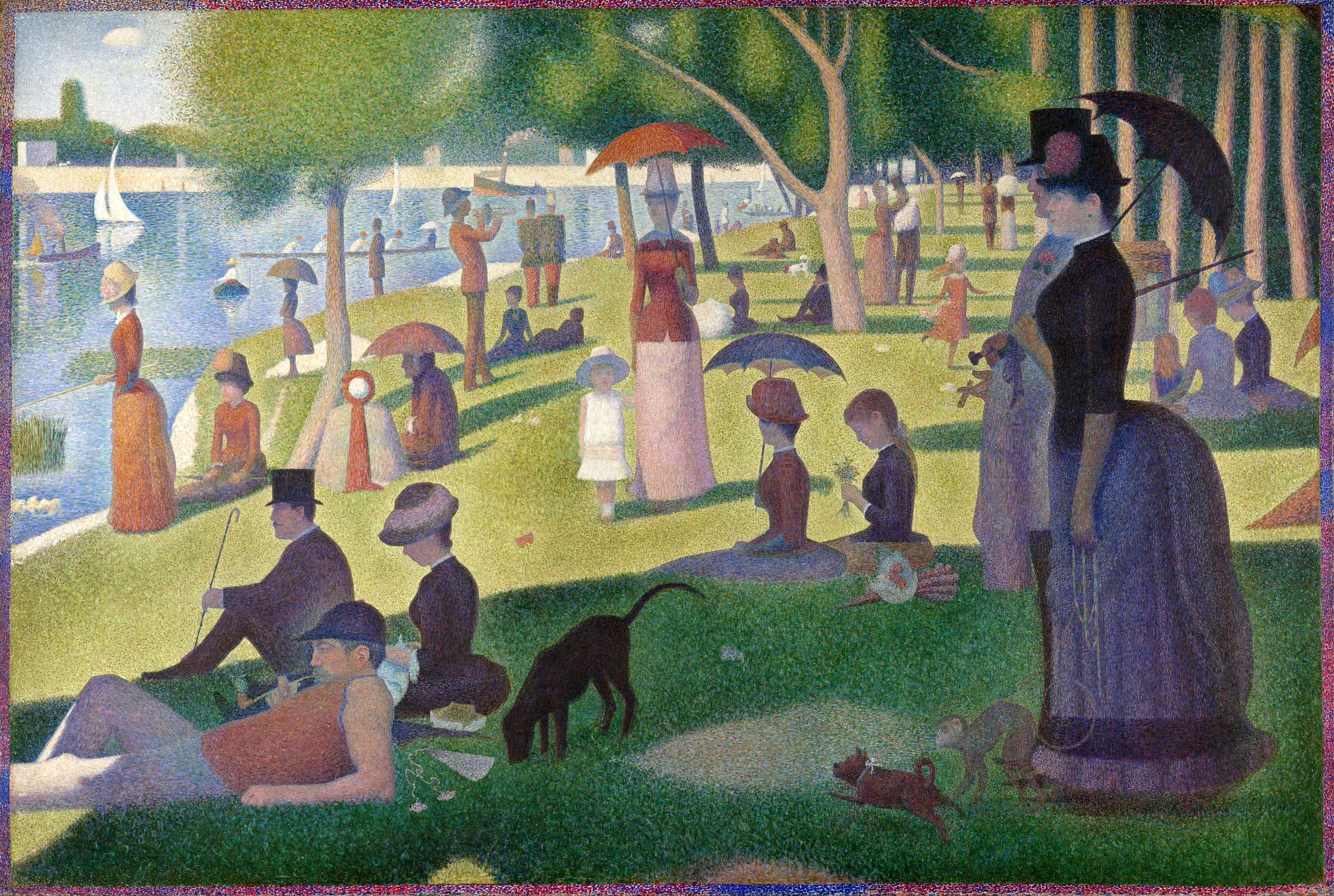
Georges Seurat: Nedělní odpoledne na ostrově Grande Jatte (1884)

- Friedrich Nietzsche vydává filosofický spis Tak pravil Zarathustra.
- Roku 1889 se v Paříži konal první mezinárodní psychologický kongres.
- Dominantním proudem světové literatury byl v této dekádě realismus. Významnými díly jsou Bratři Karamazovi (Fjodor Michajlovič Dostojevskij), Ostrov pokladů (Robert Louis Stevenson), Ohněm a mečem (Henryk Sienkiewicz), Miláček (Guy de Maupassant) nebo Pinocchiova dobrodružství (Carlo Collodi), v tomto období také tvořili August Strindberg, Émile Zola a Thomas Hardy. Arthur Conan Doyle vydal roku 1887 Studii v šarlatové, první knihu o Sherlocku Holmesovi.
- Nikolaj Andrejevič Rimskij-Korsakov složil suitu Šeherezáda.
- Roku 1886 je v New Yorku odhalena Socha Svobody.
- Rozvoj moderního výtvarného umění, svá vrcholná díla tvoří Vincent van Gogh, Edgar Degas nebo Paul Cézanne.
- Eadweard Muybridge pořídil první pohybové fotografie.
- Roku 1888 vyšlo první číslo National Geographic Magazine.
- Roku 1884 začal vycházet Oxford English Dictionary, roku 1888 Ottův slovník naučný.
- V české literatuře dozníval spor mezi ruchovci a lumírovci, významným představitelem historického realismu byl Alois Jirásek, nastupuje generace modernistů: roku 1887 vydává Josef Svatopluk Machar debutovou sbírku Confiteor.
- V roce 1883 bylo v Praze otevřeno Národní divadlo.
- Spor o Rukopisy: roku 1886 publikoval Jan Gebauer článek zpochybňující pravost Rukopisů královédvorského a zelenohorského, následovaly prudké polemiky, přinášející názorové i generační tříbení uvnitř české vlastenecké inteligence.

## Další události

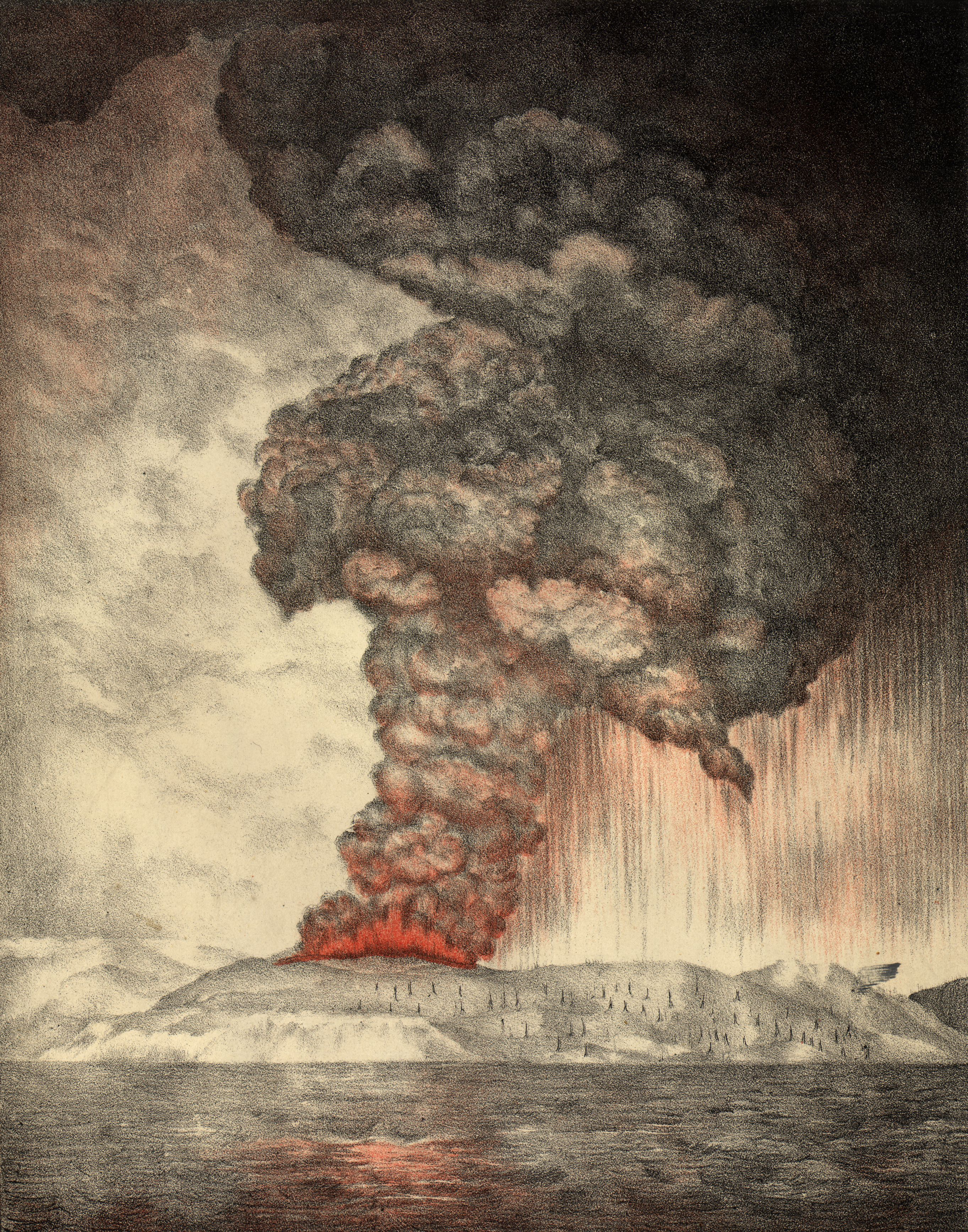
Erupce Krakatoy na dobové litografii

- V roce 1883 vybuchla sopka Krakatoa nedaleko Jávy, zahynulo asi 36 000 lidí a množství popela vyvrženého do atmosféry způsobilo celosvětový pokles teploty o více než jeden stupeň Celsia.
- V říjnu 1884 se ve Washingtonu konala mezinárodní konference, na které byl stanoven základní poledník.
- 12. srpna 1883 pošel poslední žijící exemplář zebry kvagy.
- Roku 1884 se začal hrát první mezinárodní fotbalový turnaj British Home Championship, v roce 1888 byl zahájen první ročník anglické Premier League.
- V Praze se roku 1882 konal první Všesokolský slet.
- Roku 1886 byla poprvé vyrobena Coca-Cola
- V letech 1880 až 1889 se Ferdinand de Lesseps neúspěšně pokusil postavit Panamský průplav.
- Roku 1888 řádil v Londýně sériový vrah známý jako Jack Rozparovač.
- Rakouskouherský korunní princ Rudolf spáchal 30. ledna 1889 na zámku Mayerling sebevraždu.
- V Paříži se konala ke stému výročí Velké francouzské revoluce Světová výstava 1889, pro kterou byla postavena Eiffelova věž.

## Narození a úmrtí
Během tohoto desetiletí se narodili politici Karel I., Franklin Delano Roosevelt, Harry S. Truman, Čankajšek, Mustafa Kemal Atatürk, Adolf Hitler, Benito Mussolini, Edvard Beneš, Jan Masaryk, Milan Rastislav Štefánik, Antonín Zápotocký a Jozef Tiso, spisovatelé Franz Kafka, Jaroslav Hašek, Josef Čapek, Ivan Olbracht, Eduard Bass, Guillaume Apollinaire, Virginia Woolfová a Stefan Zweig, umělci Pablo Picasso, Charlie Chaplin a Josef Lada i osobnosti Alexander Fleming, Martin Heidegger, George S. Patton, Le Corbusier, Ludwig Mies van der Rohe a Josef Gočár.
Zemřeli politici Alexandr II. Nikolajevič, Giuseppe Garibaldi, Vilém I. Pruský a Ulysses S. Grant, spisovatelé Victor Hugo, Gustave Flaubert, Fjodor Michajlovič Dostojevskij, Ivan Sergejevič Turgeněv a Emily Dickinsonová, umělci Bedřich Smetana, Richard Wagner, Ferenc Liszt, Jacques Offenbach, Modest Petrovič Musorgskij a Édouard Manet či další osobnosti jako Charles Darwin, Gregor Mendel, korunní princ Rudolf, Karl Marx, Joachim Barrande a Jan Bosco.